# Lascoria anxa
Lascoria anxa là một loài bướm đêm trong họ Noctuidae.